# Mikael Pettersson
Pour les articles homonymes, voir Pettersson.
Mikael Pettersson (né le 24 août 1974 à Härnösand en Suède) est un joueur professionnel de hockey sur glace.

## Carrière de joueur

### Carrière en club
Mikael Pettersson a été formé au club de Antjärns IK. Il est repéré par le club de MODO Hockey. Il joue avec l'équipe junior du club et en 1992, il dispute 10 matchs avec le groupe professionnel. Les trois saisons qui suivent, il gagne du temps de jeu en Division 1 avec les clubs de Sundsvall et de Timrå. De 1996 à 2002, il réintègre le MODO. Son équipe perd 3 fois en finale en 4 saisons. Il décide alors de partir en rejoignant les rangs du Leksands IF pour 2 saisons. Durant la saison 2004-2005, il quitte sa Suède natale pour le Championnat d'Italie de hockey sur glace et le club de Cortina. Après sa première expérience à l'étranger, il retourne à MODO. Il gagnera l'Elitserien en 2007. Fort de ce succès, il accepte l'offre des Brûleurs de Loups de Grenoble en Ligue Magnus et gagne la Coupe de France en 2008.
Il finit sa carrière en 2010 après 2 saisons dans le club de KB 65 en Division 1.

### Carrière au niveau international
Il représente la Suède lors du Championnat d'Europe junior de hockey sur glace en 1992 à Lillehammer et Hamar en Norvège. Les suédois finissent à la 2e place après une défaite contre la Tchécoslovaquie en finale.

### Trophée et honneurs personnels
- Champion de Suède moins de 18 ans en 1990-1991 avec MODO Hockey
- Champion de Suède moins de 18 ans et moins de 20 ans en 1991-1992 avec MODO Hockey
- Champion de Suède moins de 20 ans en 1992-1993 avec MODO Hockey
- Vainqueur de l'Elitserien en 2006-2007 avec MODO Hockey
- Vainqueur de la Coupe de France en 2008 avec les Brûleurs de Loups de Grenoble

## Statistiques

### En club
| Saison    | Équipe                        | Ligue        |    | Saison régulière | Saison régulière | Saison régulière | Saison régulière | Saison régulière |   | Séries éliminatoires | Séries éliminatoires | Séries éliminatoires | Séries éliminatoires | Séries éliminatoires |
| Saison    | Équipe                        | Ligue        | PJ | B                | A                | Pts              | Pun              | PJ               | B | A                    | Pts                  | Pun                  |                      |                      |
| 1992-1993 | MODO Hockey                   | Elitserien   | 10 | 0                | 0                | 0                | 0                | 3                | 0 | 0                    | 0                    | 2                    |                      |                      |
| 1992-1993 | Husum                         | Division 1   | 11 | 0                | 3                | 3                | 8                |                  |   |                      |                      |                      |                      |                      |
| 1993-1994 | IF Sundsvall Hockey           | Division 1   | 29 | 10               | 15               | 25               | 30               |                  |   |                      |                      |                      |                      |                      |
| 1994-1995 | IF Sundsvall Hockey           | Division 1   | 32 | 14               | 14               | 28               | 24               |                  |   |                      |                      |                      |                      |                      |
| 1995-1996 | Timrå IK                      | Division 1   | 32 | 16               | 12               | 28               | 26               |                  |   |                      |                      |                      |                      |                      |
| 1996-1997 | MODO                          | Elitserien   | 41 | 3                | 5                | 8                | 16               |                  |   |                      |                      |                      |                      |                      |
| 1997-1998 | MODO                          | Elitserien   | 44 | 6                | 8                | 14               | 14               | 9                | 1 | 3                    | 4                    | 4                    |                      |                      |
| 1998-1999 | MODO                          | Elitserien   | 49 | 10               | 11               | 21               | 20               | 13               | 0 | 0                    | 0                    | 6                    |                      |                      |
| 1999-2000 | MODO                          | Elitserien   | 49 | 5                | 6                | 11               | 22               | 10               | 0 | 1                    | 1                    | 8                    |                      |                      |
| 2000-2001 | MODO                          | Elitserien   | 50 | 11               | 3                | 14               | 28               |                  |   |                      |                      |                      |                      |                      |
| 2001-2002 | MODO                          | Elitserien   | 50 | 8                | 13               | 21               | 28               | 14               | 4 | 2                    | 6                    | 6                    |                      |                      |
| 2002-2003 | Leksands IF                   | Elitserien   | 36 | 7                | 8                | 15               | 51               | 5                | 0 | 1                    | 1                    | 4                    |                      |                      |
| 2003-2004 | Leksands IF                   | Elitserien   | 47 | 2                | 8                | 10               | 34               | 10               | 1 | 1                    | 2                    | 10                   |                      |                      |
| 2004-2005 | SG Cortina                    | Serie A      | 35 | 8                | 18               | 26               | 62               |                  |   |                      |                      |                      |                      |                      |
| 2005-2006 | MODO                          | Elitserien   | 50 | 6                | 12               | 18               | 24               | 5                | 1 | 0                    | 1                    | 2                    |                      |                      |
| 2006-2007 | MODO                          | Elitserien   | 55 | 8                | 7                | 15               | 53               | 20               | 2 | 2                    | 4                    | 10                   |                      |                      |
| 2007-2008 | Brûleurs de Loups de Grenoble | Ligue Magnus | 23 | 13               | 13               | 26               | 61               | 6                | 0 | 3                    | 3                    | 18                   |                      |                      |
| 2008-2009 | KB 65                         | Division 1   | 8  | 4                | 9                | 13               | 6                |                  |   |                      |                      |                      |                      |                      |
| 2009-2010 | KB 65                         | Division 1   | 12 | 6                | 21               | 27               | 24               |                  |   |                      |                      |                      |                      |                      |

### En équipe nationale
| Année | Compétition                                     |   | PJ | B | A | Pts | Pun            |  | Résultat |
| 1992  | Championnat d'Europe junior de hockey sur glace | 6 | 1  | 1 | 2 | 2   | Deuxième place |  |          |